# Susana Vernieri
Susana Vernieri (Porto Alegre, 23 de outubro de 1965) é uma  jornalista, escritora e ensaísta brasileira.

## Biografia
Formada em direito pela PUCRS e em jornalismo pela UFRGS, trabalhou durante 10 anos em jornais de Porto Alegre. Voltou à universidade para fazer o mestrado e em seguida o doutorado, em Literatura brasileira. Em 1999, sua dissertação de mestrado O Capibaribe de João Cabral em O cão sem plumas e O rio: duas águas?, sobre a obra de João Cabral de Melo Neto, foi premiada pela prefeitura de Recife.
Em 2002, estreou na ficção com a novela O caminho de Telêmaco. Recebeu o Prêmio Açorianos pelo livro As grades do céu, em 2009.
Publicou o livro infantil Rosa, a gata limpeza, em 2016 e, no mesmo ano, o ensaio O Toque da Flauta - uma leitura de João Cabral de Melo Neto, baseado na sua tese de doutorado defendida na UFRGS.
Finalista no Prêmio Minuano, do Instituto Estadual do Livro (IEL) do Rio Grande do Sul, de 2020, na categoria infantojuvenil com o livro O mapa da República e, em 2021, com o livro de contos Letra morta. Em 2021, recebeu o Prêmio Apolinário Porto Alegre da Academia Rio-grandense de Letras pelo livro O mapa da República, na categoria crônica.
Em 2022, foi finalista na categoria crônica, no Prêmio Minuano do Instituto Estadual do Livro (IEL) do Rio Grande do Sul, com o livro Horizonte  monótono.Também foi finalista do Prêmio Açorianos, da Prefeitura Municipal de Porto Alegre, com o mesmo livro, em 2022.

## Obras publicadas
- O Capibaribe de João Cabral de Melo Neto em O Rio e O Cão Sem Plumas: Duas Águas? (crítica) - 1999
- O Caminho de Telêmaco (novela) - 2002
- Memorabília (poesia) 2005
- De(s)amores  (poesias e contos) - 2007
- Vozes da estante (crítica) - 2009
- As grades do céu (contos) - 2009
- Desvãos (romance) - 2012
- Rosa, a gata limpeza (infantil) - 2016
- O Toque da flauta - uma leitura de João Cabral de Melo Neto (crítica) - 2019
- O Mapa da República (romance) - 2019
- Um Copo de Mar (poesia) - 2020
- O Boxeador e outras crônicas (crônica) - 2020
- Céu de Amor (poesia) - 2020
- Letra Morta (contos) - 2020
- Objeto não identificado (poesia) - 2021
- Horizonte monótono (crônica) - 2021
- Indesejada (poesia) - 2021
- O pássaro (contos) - 2022
- Ensaios sobre o imaginário (crítica) - 2022
- O menino mais solitário do mundo (infantil) - 2022
- Sonho de cinza (novela) -2022
- Ícaro acorrentado (crônica) - 2022
- A montanha e o abismo (crônica) - 2023
- O ouriço (crônica) - 2024
- O beijo da Dona Aranha (infantil) - 2024
- Passos no labirinto (novela) - 2024